# Dragomir Tošić
Dragomir Tošić (Belgrad, 8 de novembre de 1909 - Belgrad, 20 de juny de 1985) fou un futbolista serbi de la dècada de 1930.
Fou jugador de BSK Beograd. Fou internacional amb Iugoslàvia en 1 ocasió i participà en el Mundial de 1930.